# Грінченко Сергій Степанович
Сергій Степанович Грінченко (9 липня 1953, Кременчук) — український баяніст, народний артист України (1996).професор (2023) 

## Життєпис
Народився у місті Кременчук. Закінчив Полтавське музичне училище (1973) та Київську консерваторію (1978). В 1977 році він став лауреатом Українського конкурсу (м. Київ), у 1982 році здобув «Grand Prix» та звання лауреата міжнародного конкурсу в м. Ансі (Франція), згодом здобув «Grand Prix» конкурсу-фестивалю «Music World» (м. Фівізанно, Італія, 2001).
З 1992 по 2016 був художнім керівником Квартету баяністів імені М. І. Різоля при Національній філармонії України, паралельно викладає в Національній музичній академії України.